# Eugene (Kurzgeschichte)
Eugene ist eine Science-Fiction-Kurzgeschichte des australischen Schriftstellers Greg Egan, zuerst veröffentlicht in Interzone #36 im Juni 1990. Die Kurzgeschichte wurde ebenfalls in der Sammlung Axiomatic im Jahr 1995 veröffentlicht.

## Handlung
Angela und Bill beschließen nach mehreren fehlgeschlagene Versuchen zur Zeugung eines Kindes lieber, viel Geld für die künstliche Erschaffung eines perfekten Kindes auszugeben, welches Eugene genannt werden soll. Beide geben dafür Proben ihrer DNA ab und malen sich aus, wie viel Eugene mit seiner hohen Intelligenz später für die Menschheit tun könnte. Zunächst scheint das Experiment zu versagen, doch dann nimmt eine Simulation von Eugene von den Computern der Klinik den Kontakt mit ihnen auf. Eugene argumentiert, dass seine Existenz nicht notwendig sei, wenn es auch ohne möglich sei, viel für die Menschheit zu tun. Angela und Bill finden anschließend heraus, dass das für die Erschaffung von Eugene gedachte Geld zu verschiedenen Organisationen überwiesen wurde, welche Krankheiten erforschen oder den Armen helfen.

## Auszeichnungen
Eugene erreichte den siebten Platz des Interzone Reader Poll im Jahr 1991 (welcher von Greg Egans anderer Kurzgeschichte Der Andere in meinem Kopf gewonnen wurde).

## Kritik
Karen Burnham schreibt in Greg Egan (Masters of Modern Science Fiction), dass Greg Egan, etwa aufgrund der Benennung von Eugene nach Eugenik, gerade in seinen satirischsten Momenten am wenigsten subtil ist („when Egan is at his most satirical he is also at his least subtle“).